# Gene Gifford
Gene Gifford (* 31. Mai 1908 in Americus (Georgia) als H. Eugene Gifford; † 12. November 1970 in Memphis, Tennessee) war ein US-amerikanischer Gitarrist und Arrangeur des Oldtime Jazz und des Swing.
Gene Gifford tourte zu Beginn seiner Karriere mit Bob Fosters’ und Lloyd Williams’ Orchester sowie in der Blue Steele Band durch die Südstaaten der USA und wurde dort mit den afroamerikanischen Gesangsformen wie Blues und Gospel bekannt, die seine späteren Arrangements für das Casa Loma Orchestra, dessen Mitglied er 1935 wurde, beeinflusst haben. Die Band war eines der ersten großen weißen Swingorchester, für das Gifford Arrangements mit antiphonischem Wechselspiel und Riff-Figuren schuf, die später von Benny Goodman weiterentwickelt wurden (Casa Loma Stomp 1930, White Jazz, Black Jazz, Maniac's Ball 1931). Einige der Arrangements Giffords wurden auch von Fletcher Hendersons Orchester übernommen.
1935 spielte Gifford unter eigenem Namen vier Plattenseiten (darunter den Titel New Orleans Twist) u. a. mit Bunny Berigan, Bud Freeman, Claude Thornhill, Matty Matlock, Ray Bauduc und Dick McDonough ein. 1939 verließ Gifford das Casa Loma Orchestra, kehrte aber noch einmal 1948/49 für kurze Zeit zurück, als die Band unter der Leitung von Glen Gray arbeitete. Danach verschwand Gene Gifford von der Musikszene und arbeitete als Radiomechaniker. Nebenberuflich unterrichtete er und schrieb Musiktitel.

## Auswahldiskographie
- Mildred Bailey: 1929-1932, 1932-1936 (Classics)
- Casa Loma Orchestra: Casa Loma Stomp (Hep, 1929–1930)
- Gene Gifford & his Orchestra: Planet Jazz - Bud Freeman (RCA, 1935)

## Lexikalischer Eintrag
- Carlo Bohländer, Karl Heinz Holler, Christian Pfarr: Reclams Jazzführer. 4., durchgesehene und ergänzte Auflage. Reclam, Stuttgart 1990, ISBN 3-15-010355-X.
- Richard Cook, Brian Morton: The Penguin Guide to Jazz on CD. 6. Auflage. Penguin, London 2002, ISBN 0-14-051521-6.